# Władysław Strzelecki (działacz)
Władysław Strzelecki, ps. Witold (ur. 18 sierpnia 1888 w Tomaszowie Mazowieckim, zm. 12 grudnia 1935 w Warszawie) – aktuariusz, działacz socjalistyczny.

## Życiorys

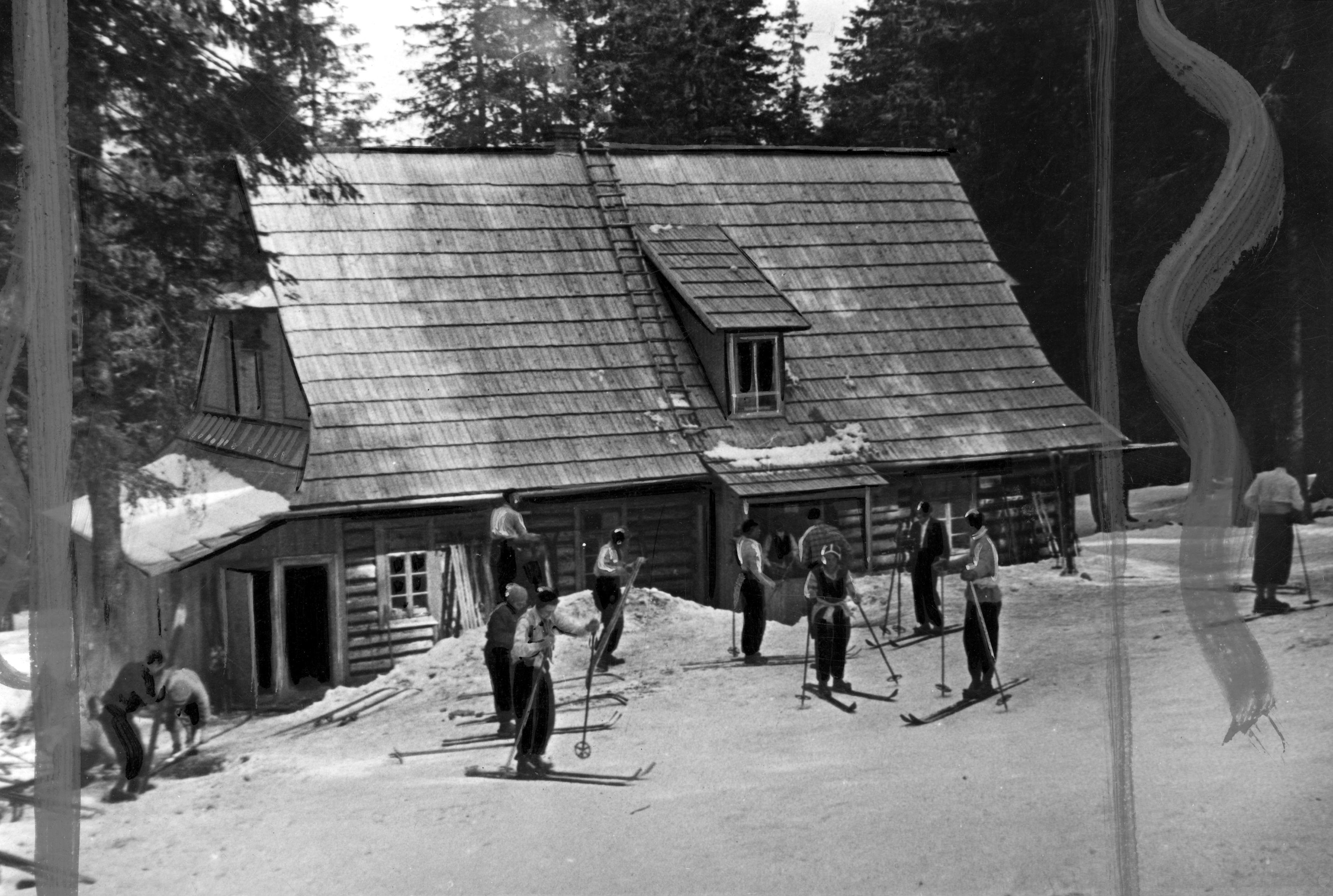
Schronisko na Hali Pysznej im. Władysława Strzeleckiego otwarte w 13 września 1936

Strzelecki zamieszkał w 1899 w Łodzi wraz z rodzicami i tu uczęszczał do gimnazjum rządowego. W 1905 był współorganizatorem strajku szkolnego, po którym został wydalony ze szkoły. Następnie kontynuował naukę w Zurychu. W lipcu 1905 powrócił do Łodzi, gdzie wstąpił do PPS, w którym był członkiem Okręgowego Komitetu Robotniczego w okręgu Prawe Śródmieście. Ze względu na poszukiwania go przez policję wyjechał w listopadzie 1906 do Krakowa, gdzie zdał eksternistycznie maturę. W tym samym okresie wstąpił do PPS-Lewicy. W 1907 podjął studia na Wydziale Matematycznym Uniwersytetu Wiedeńskiego, gdzie studiował pod kierunkiem m.in. E. Blaschkego i Alfreda Taubera. Był specjalistą w matematyce ubezpieczeniowej. W Wiedniu został prezesem Stowarzyszenia Polskiej Młodzieży Postępowej „Spójnia”. W lipcu 1909 uczestniczył w zjeździe PPS-Lewicy w Zakopanem. W 1913 obronił pracę dyplomową na Uniwersytecie Wiedeńskim, pt. Zakłady pensyjne i emerytalne – ich plan techniczny. W 1914 Strzelecki powrócił do Łodzi, gdzie udzielał prywatnych lekcji, a wakacje spędzał na wspinaczkach w Tatrach.
Po wybuchu I wojny światowej przeniósł się do Sosnowca, gdzie działał z bratem Janem w OKR PPS-Lewicy. We wrześniu 1914 przedostał się do Łodzi, gdzie działał również w OKR, a po zajęciu miasta przez Niemców został członkiem Komisji Międzyzwiązkowej, grupującej działaczy SDKPiL, Bundu i PPS-Lewicy, w ramach której Działał w Komisji na rzecz wolnych wyborów do rady miejskiej. 15 marca 1915 został aresztowany ze względów politycznych i osadzony w obozach w Havelbergu, a następnie w Rheinsbergu. Po uwolnieniu powrócił do Łodzi, gdzie od grudnia 1915 kierował Biurem Pośrednictwa Pracy i współpracował z Robotniczym Stowarzyszeniem Oświatowym „Światło”. W lutym 1916 został prezesem Robotniczego Stowarzyszenia Spożywczego „Związkowiec” i został taksatorem w Ubezpieczeniach Wzajemnych Budowli od Ognia. W grudniu 1916 został członkiem powołanego przez PPS-Lewicę Robotniczego Komitetu Wyborczego Polskiej Lewicy Socjalistycznej.
Po połączeniu PPS-Lewicy i SDKPiL i stworzeniu Komunistycznej Partii Robotniczej Polski w 1918, Strzelecki zaniechał działalności politycznej. Został sekretarzem generalnym dyrekcji Ubezpieczeń Wzajemnych Budowli od Ognia w Warszawie, gdzie organizował Wydział Ubezpieczeń na Życie. W celu zapoznania się z działalnością ubezpieczeniową w innych organizacjach przez rok podróżował po Europie podpatrując rozwiązania ubezpieczeniowe w Wielkiej Brytanii, Szwajcarii, Francji i Czechosłowacji. Od 1919 pracował w Departamencie Ubezpieczeń Społecznych Ministerstwa Pracy i Opieki Społecznej. Od 1921 wykładał matematykę finansową i analizę matematyczną w Wyższej Szkole Handlowej w Warszawie (od 1933 SGH) oraz był prezesem Polskiego Instytutu Aktuariuszy. Jako zwolennik obowiązkowych ubezpieczeń przygotowywał w Ministerstwie Pracy i Opieki Społecznej projekty ustaw ubezpieczeniowych.
Od 1932 był wiceprezesem Polskiego Instytutu Aktuariuszy i redaktorem „Wiadomości Aktuarialnych”. Należał do Rady Nadzorczej Polskiego Banku Komunalnego, Państwowej Rady Ubezpieczeniowej, Stałego Komitetu Międzynarodowych Kongresów Aktuariuszy oraz był jego korespondentem na Polskę. Był także prezesem Rady Nadzorczej Towarzystwa Reasekuracyjnego „Warta”.

### Życie prywatne
Żoną Strzeleckiego była Janina Strzelecka z d. Panasewicz, działaczka kobieca i dyrektorka teatru. Para rozwiodła się w 1930. Małżeństwo miało córkę Anielę (1912–1944) i dwóch synów: Jana Strzeleckiego (1918–1988) – socjologa i eseisty oraz Jerzego Strzeleckiego (1917–2004) – nawigatora Royal Air Force w Wielkiej Brytanii.
Władysław Strzelecki został pochowany na cmentarzu ewangelicko-reformowanym przy ul. Żytniej w Warszawie (kwatera W-1-9).

## Upamiętnienie
W 1933 przystąpiono do trwającej kilka lat rozbudowy schroniska na Hali Pysznej, finansowanej przez Powszechny Zakład Ubezpieczeń Wzajemnych (PZUW), a kierowanego przez Władysława Strzeleckiego, sympatyka Polskiego Towarzystwa Tatrzańskiego. Schronisko po rozbudowie uroczyście otwarto 13 września 1936, nadając mu imię zmarłego w 1935 roku Władysława Strzeleckiego. W uroczystości udział wzięli przedstawiciele Zarządu Głównego, Oddziału Zakopiańskiego i Sekcji Narciarskiej PTT oraz zaproszeni goście, wśród nich reprezentanci PZUW. Obiekt spłonął podczas II wojny światowej.

## Odznaczenia
- Krzyż Komandorski Orderu Odrodzenia Polski (1928),
- Medal Niepodległości,
- Medal Dziesięciolecia Odzyskanej Niepodległości,
- Odznaka Honorowa Związku Uczestników Walki o Szkołę Polską[1].